# Henri Simon Thomassin

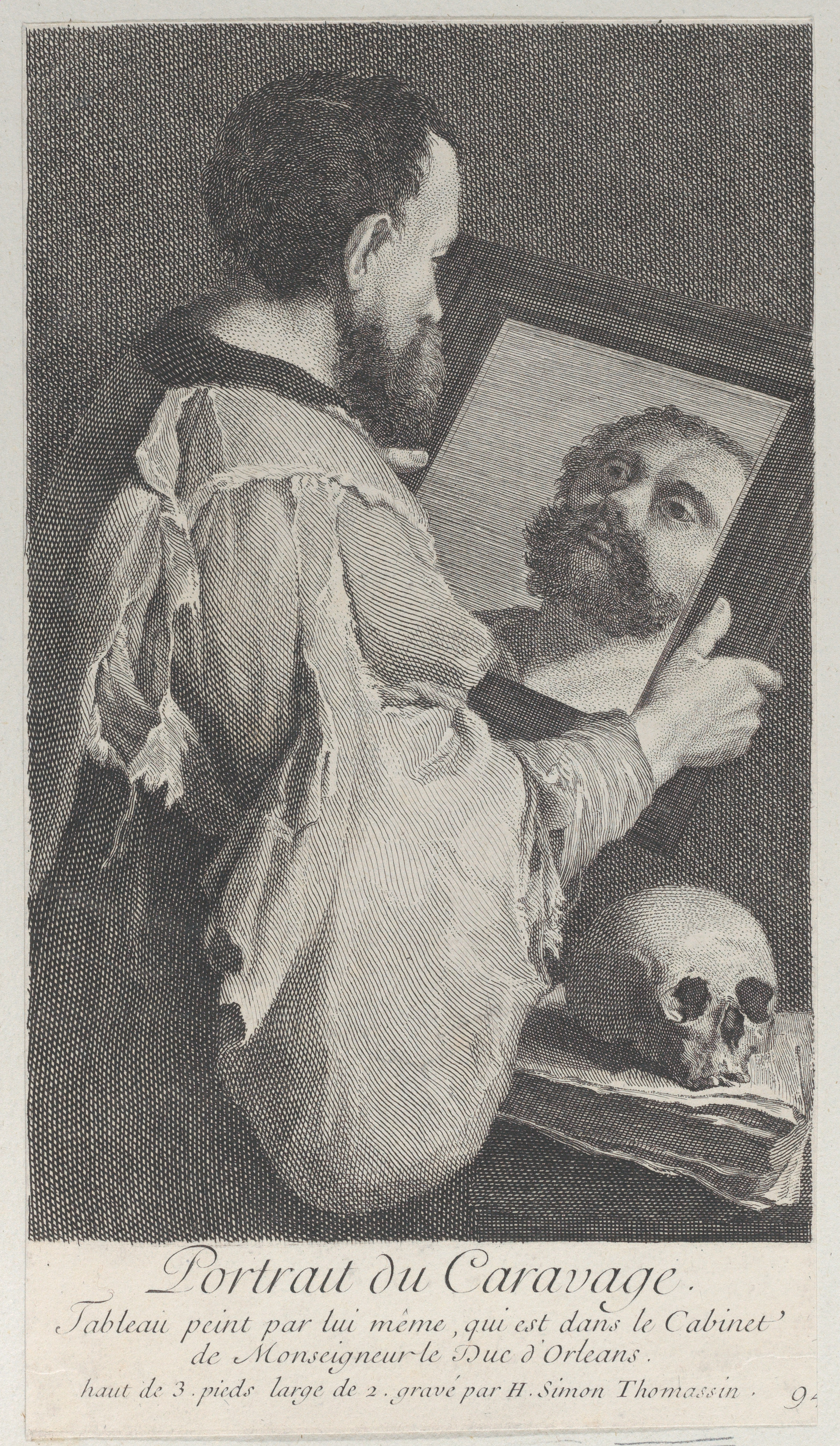
Henri Simon Thomassin, Portrait du Caravage / Tableau peint par lui même, qui est dans le Cabinet de Monseigneur le Duc d'Orleans, Nueva York, Metropolitan Museum of Art.

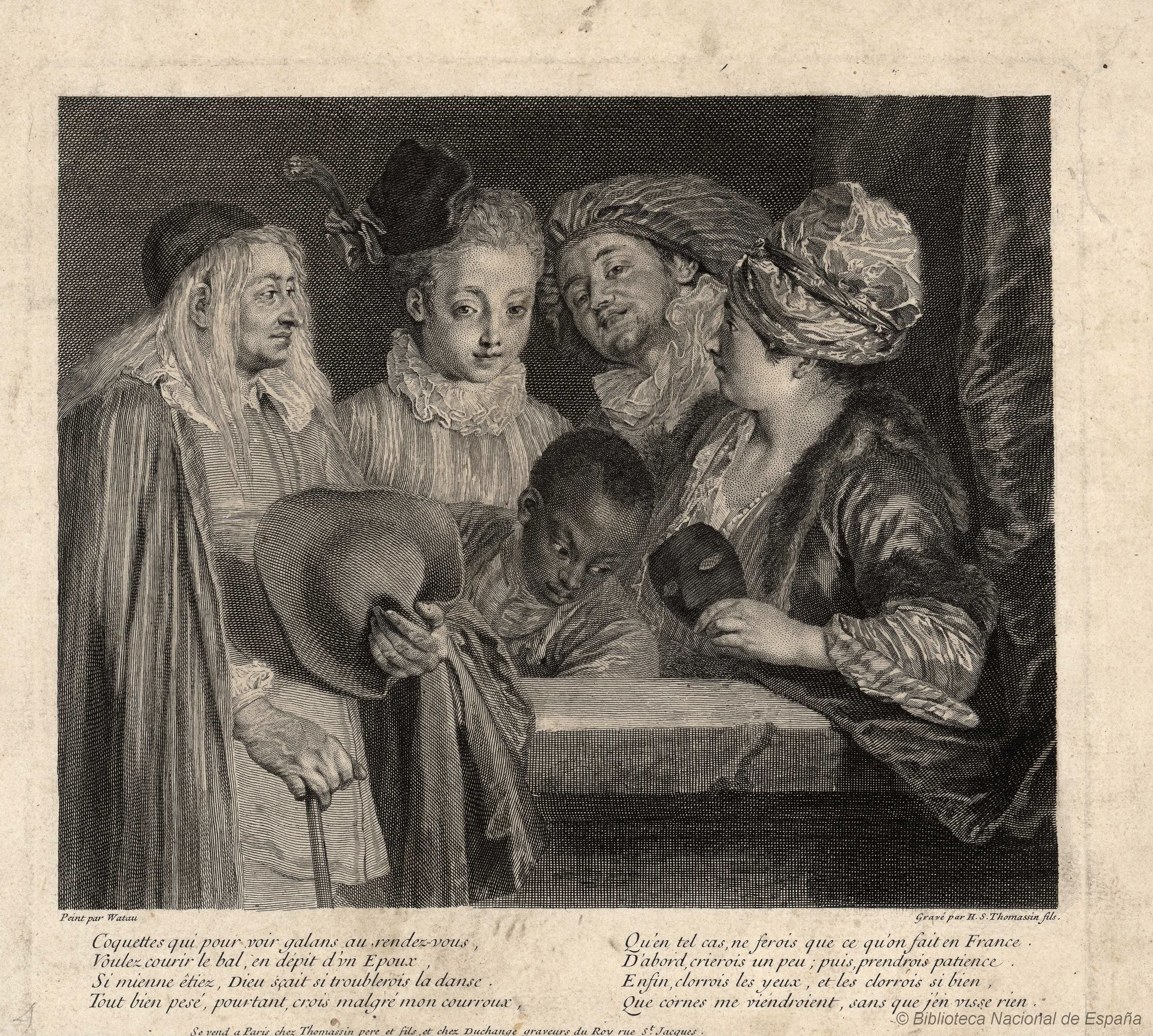
Les coquettes, grabado de Henri Simon Thomassin por pintura de Antoine Watteau. Biblioteca Nacional de España.

Henri Simon Thomassin (París, 1687-1741) fue un grabador a buril francés.

## Biografía
Hijo del también grabador Simon Thomasin y de Geneviève Bailly, firmaba sus grabados «Thomassin le fils» o «H. S. Thomassin fils». Tras iniciarse en la técnica del buril con su padre pasó al estudio de Bernard Picart, a quien acompañó a Holanda cuando se trasladó a Ámsterdam para crear un negocio editorial. De 1712 a 1720 trabajó en las ilustraciones de la Biblia editada por este. De vuelta en París ingresó en la Académie royale el 27 de noviembre de 1728, tras presentar para su recepción un grabado con la efigie de Luis XIV en medallón oval sostenido sobre nubes por Minerva con las alegorías de la pintura y la escultura, según una composición ideada por el rector de la institución y primer pintor del rey Louis de Boullogne.
Autor principalmente de grabados de reproducción de las obras de otros pintores, en su Dictionnaire des artistes Fontenai destacaba su capacidad de trasladar a la estampa toda la belleza de la obra original merced a la corrección y vigor del dibujo, citando como la obra maestra de su producción la estampa titulada Melancolía, grabada a partir de una pintura de Domenico Fetti (Louvre). Abierta para el Recueil d'estampes d'après les plus beaux tableaux [...] qui sont en France dans le Cabinet du Roi (París, 1761), el Metropolitan Museum de Nueva York conserva un dibujo a lápiz rojo posiblemente del propio Thomasin y preparatorio para el grabado. También mencionaba Fontenai la estampa de la Visitación de la Virgen, conocida como Magnificat, según Jean Jouvenet, Coriolano mostrándose compasivo por las lágrimas de su familia (Coriolano levantando el asedio de Roma por las súplicas de su madre, encassamento de la bóveda del Salón de Apolo en los apartamentos del palacio de Versalles) según Charles de La Fosse, Los discípulos de Emaús según Veronés, Eneas y Dido de Antoine Coypel y La peste de Marsella de Jean-François de Troy.
Con Antoine Watteau tuvo una relación estrecha, como acredita la colaboración en la serie Figures de modes formada por siete estampas de figurines más la página del título dibujadas y grabadas al aguafuerte por Watteau y terminadas a buril por Thomasin, que se iba a encargar también de hacer los grabados a partir de algunas de las figures françaises et comiques de Watteau y de pinturas como la Familia de Mezzetin (Colección Wallace) o Les coquettes (Acteurs de la Comédie-Française, Museo del Ermitage). 
Grabó también obras de Charles Le Brun (Moisés defendiendo a las hijas de Jetro y Moisés y Séfora, 1709, ambas editadas en París por Picart), Rubens (Diana en el baño, 1712) o Louis de Silvestre (Pan persiguiendo a Siringa en presencia de otros dioses y ninfas), además de la pintura que se tenía por autorretrato de Caravaggio de la colección del duque de Orleans, en realidad una versión del llamado Filósofo ante el espejo (Nosce te ipsum o Sócrates) derivada de un original de José de Ribera del que se conocen numerosas copias, con el añadido de un libro y una calavera.